# Pedicia subtransversa
Pedicia (Pedicia) subtransversa là một loài ruồi trong họ Pediciidae. Chúng phân bố ở vùng sinh thái Palearctic.